# L'ultimo testimone (film 1990)
L'ultimo testimone (Edinstvenijat Svidetel) è un film del 1990 diretto da Mikhail Pandoursky.

## Riconoscimenti
- Festival di Venezia 1990
  - Coppa Volpi per la migliore interpretazione maschile (Oleg Borisov)
  - Osella d'oro a Valeri Milovansky